# Vùng đế chế Thượng Sachsen

Vùng đế chế Thượng Sachsen vào cuối thế kỷ 16

Vùng đế chế Thượng Sachsen (tiếng Đức: Obersächsischer Reichskreis) là Vùng Hoàng gia của Đế quốc La Mã Thần thánh, được thành lập vào năm 1512.
Vùng đế chế được thống trị bởi Tuyển hầu xứ Sachsen (điều hành vùng) và Tuyển hầu xứ Brandenburg. Nó còn bao gồm Các công quốc Ernestine của Sachsen và Công quốc Pomerania. Lusatia rơi vào tay Sachsen theo Hòa ước Praha (1635) chưa bao giờ thuộc vùng đế chế.

## Thành phần
Vùng đế chế được tạo thành từ các nhà nước sau:
| Tên                       | Loại thực thể         | Thông tin thêm |
| ------------------------- | --------------------- | --- |
| Anhalt                    | Thân vương quốc       | Được tạo ra từ phân rã của Công quốc Sachsen năm 1212, tái hợp nhất dưới sự cai trị của Nhà Ascania năm 1570, được chia thành Anhalt-Dessau, Anhalt-Bernburg , Anhalt-Köthen và Anhalt-Zerbst từ năm 1603 |
| Barby                     | Bá quốc               | Đạt quyền hoàng gia trực tiếp vào năm 1497, nằm dưới quyền cai trị của nhánh Sachsen-Weissenfels của tuyển hầu quốc Vương tộc Wettin năm 1659                                                             |
| Brandenburg               | Tuyển hầu quốc        | Lập ra như một Phiên địa bá quốc vào năm 1157, nâng lên Tuyển đế hầu từ năm 1356 |
| Cammin                    | Giáo phận vương quyền | Lãnh thổ của giáo phận được thành lập vào năm 1140, dưới quyền lãnh chúa xứ Pomeranian, Giáo phận được thế tục hóa từ năm 1545, đến Brandeburg                                                            |
| Gernrode                  | Tu viện               | Tu viện hoàng gia được thành lập vào năm 961 bởi Vua Otto I, được nắm giữ bởi Nhà Ascania từ năm 1616 |
| Hatzfeld-Gleichen         | Bá quốc               | Được thành lập năm 1631, nâng lên thân vương quốc từ năm 1741, rơi vào tay Tuyển hầu xứ Mainz vào năm 1794                                                                                                |
| Hohnstein                 | Bá quốc               | Lãnh thổ xung quanh Scharzfeld và Lauterberg, dòng cai trị tuyệt tự vào năm 1593, rơi vào tay Brunswick-Grubenhagen                                                                                       |
| Lohra và Klettenberg      | Lãnh địa              | do Bá tước xứ Hohnstein nắm giữ, rơi vào tay Halberstadt năm 1593, được quản lý bởi Brunswick-Wolfenbüttel                                                                                                |
| Mansfeld                  | Bá quốc               | Được thành lập vào năm 1069 bởi Hoàng đế Henry IV, bị Sachsen chiếm giữ vào năm 1579 |
| Pomerania                 | Công quốc             | Được cai trị bởi Nhà Griffins, nội bộ phân chia lãnh thổ từ 1532 đến 1625, Pomerania thuộc Thụy Điển từ 1637 trở đi, Ngoại Pomerania thuộc về Brandenburg-Phổ năm 1653                                    |
| Quedlinburg               | Tu viện               | Được thành lập vào năm 936 bởi vua Otto I, bị Brandenburg-Phổ chiếm đóng năm 1698; Đức Giám mục thứ 12 của Rhein                                                                                          |
| Querfurt                  | Thân vương quốc       | Lãnh thổ thuộc về Sachsen của Nhà Wettin năm 1635, do nhánh Sachsen-Weissenfels nắm giữ từ năm 1656 đến 1746                                                                                              |
| Bá quốc hoàng gia Reuss   | Bá quốc               | Được thành lập vào khoảng năm 1080 bởi Hoàng đế Henry IV, được phân chia vào năm 1564 thành Elder Line có kinh độ đặt tại Greiz (nâng lên công quốc từ 1778) và Junior Line có kinh đô đặt tại Gera       |
| Sachsen                   | Tuyển hầu quốc        | Kế vị Sachsen-Wittenberg từ năm 1356, do Nhà Wettin nắm giữ từ năm 1423 |
| Sachsen-Weimar            | Công quốc             | công quốc Ernestine của Nhà Wettin cho thành lập năm 1572 |
| Sachsen-Altenburg         | Duchy                 | Công quốc Wettin Ernestine tách ra khỏi Sachsen-Weimar vào năm 1602, được Sachsen-Gotha kế thừa vào năm 1672                                                                                              |
| Sachsen-Gotha             | Công quốc             | Công quốc Wettin Ernestine tách ra Sachsen-Weimar năm 1640, Sachsen-Gotha-Altenburg từ 1672 |
| Sachsen-Coburg            | Công quốc             | Công quốc Wettin Ernestine được thành lập năm 1572 với tên gọi Sachsen-Coburg-Eisenach. Phân chia giữa Công tước Sachsen-Coburg-Saalfeld và Công tước Sachsen-Meiningen từ năm 1725                       |
| Sachsen-Eisenach          | Công quốc             | Công quốc Wettin Ernestine tách ra Sachsen-Coburg năm 1596, liên minh cá nhân với Sachsen-Weimar từ năm 1741                                                                                              |
| Schönburg                 | Bá quốc               | Nhiều lãnh thổ khác nhau, được quyền hoàng gia trực tiếp vào năm 1182, được Sachsen mua lại vào năm 1740                                                                                                  |
| Schwarzburg               | Bá quốc               | Thống nhất dưới quyền của Nhà Schwarzburg 1538-1583 |
| Schwarzburg-Rudolstadt    | Bá quốc               | phân khu được thành lập năm 1599, được nâng lên thành thân vương quốc vào năm 1697 |
| Schwarzburg-Sondershausen | Bá quốc               | Phân khu được thành lập năm 1599 với tên Schwarzburg-Arnstadt, được nâng lên thành thân vương quốc vào năm 1697/1710                                                                                      |
| Stolberg                  | Bá quốc               | Stolberg-Stolberg từ năm 1548, dưới quyền tối cao của người Sachsen từ năm 1738 |
| Stolberg-Rossla           | Bá quốc               | Tách ra Stolberg-Stolberg vào năm 1706, dưới quyền tối cao của người Sachsen từ năm 1738 |
| Walkenried                | Tu viện               | Được thành lập vào năm 1127, rơi vào tay Brunswick-Wolfenbüttel vào năm 1648 |
| Wernigerode               | Bá quốc               | Được nắm giữ bởi Stolberg từ năm 1429, Stolberg-Wernigerode từ năm 1645, dưới quyền tối cao của Vương quốc Phổ từ năm 1714                                                                                |